# Джон Балени
Вижте пояснителната страница за други личности с името Балени.
Джон Балени (на английски: John Balleny) e английски морски капитан, пътешественик-изследовател.

## Изследователска дейност (1839)
През 1839 г. с два кораба „Елиза Скот“ и „Сабрина“, собственост на търговско-промишлената лондонска фирма на братя Ендърби (един от братята, Чарлз Ендърби, е един от основателите на Кралското географско дружество), Джон Балени се отправя на юг от Нова Зеландия в търсене на нови леговища на тюлени.
На 9 февруари 1839 г. близо до Южната полярна окръжност, на 163º 20` и.д., са открити три неголеми острова – острови Балени. От там експедицията продължава на запад, плавайки почти непрекъснато в мъгла и сред айсберги. Два пъти мореплавателите виждат земя, която назовават Бряг Клари (66°45′ ю. ш. 133°00′ и. д. / 66.75° ю. ш. 133° и. д.) и Бряг Сабрина (на 3 март, 67°00′ ю. ш. 117°20′ и. д. / 67° ю. ш. 117.333333° и. д.) в Антарктида. От 95° и.д. корабите поемат на север. Застига ги жестока буря, която „Елиза Скот“ благополучно издържа и се завръща в Лондон, а „Сабрина“ изчезва безследно.

## Памет
Неговото име носят острови Балени разположени в северната част на море Сомов.